# 飯高永雄
飯高 永雄（いいだか の ながお）は、平安時代初期から前期にかけての貴族。姓は宿禰のち朝臣。飯高滝雄の子とする系図がある。官位は従五位上・丹波守。

## 経歴
承和3年（836年）一族の全雄・弟高らと共に、宿禰姓から朝臣姓に改姓する。承和14年（847年）の時子内親王（仁明天皇皇女）、嘉祥2年（849年）百済王慶明（尚侍）、嘉祥3年（850年）秀子内親王（嵯峨天皇皇女）と、仁明朝末にかけて後宮の女性が薨去した際に葬儀の監護を務める。また、嘉祥3年（850年）5月の仁明天皇崩御後の修六七日御斎会では東大寺使を務めた。
文徳朝に入り、仁寿2年（852年）播磨権介として地方官に遷任する。斉衡元年（854年）刑部少輔に任ぜられて京官に復すと、中務少輔・主税頭・大蔵少輔と文徳朝中盤は京官を歴任する。
文徳朝末の天安2年（858年）尾張守として再び地方官に転じると、清和朝でも越後守・丹波守と地方官を歴任した。またこの間、貞観5年（863年）には従五位上に昇叙されている。

## 官歴
- 承和3年（836年） 3月7日：宿禰から朝臣に改姓
- 時期不詳：正六位上
- 承和11年（844年） 正月7日：従五位下
- 承和12年（845年） 2月27日：左京亮
- 仁寿2年（852年） 正月15日：播磨権介
- 仁寿4年（854年） 3月14日：刑部少輔
- 斉衡3年（856年） 7月13日：中務少輔。10月21日：主税頭
- 天安2年（858年） 正月16日：大蔵少輔。5月11日：尾張守
- 貞観5年（863年） 正月7日：従五位上。2月10日：越後守
- 貞観6年（864年） 正月16日：丹波守

## 系譜
- 父：飯高滝雄[5]
- 母：不詳
- 生母不明の子女
  - 男子：飯高継平[5]